# Терехов, Филипп Филиппович
Филипп Филиппович Терехов (1923—1943) — лейтенант Рабоче-крестьянской Красной Армии, участник Великой Отечественной войны, Герой Советского Союза (1943).

## Биография
Филипп Терехов родился в 1923 году в селе Новокытманово (ныне — Кытмановский район Алтайского края). После окончания шести классов школы работал в колхозе. В 1941 году Терехов был призван на службу в Рабоче-крестьянскую Красную Армию. С июля 1942 года — на фронтах Великой Отечественной войны. В боях два раза был ранен.
К сентябрю 1943 года лейтенант Филипп Терехов командовал миномётным взводом 385-го стрелкового полка 112-й стрелковой дивизии 24-го стрелкового корпуса 60-й армии Воронежского фронта. Отличился во время битвы за Днепр. 24 сентября 1943 года взвод Терехова переправился через Днепр в районе села Ясногородка Вышгородского района Киевской области Украинской ССР и принял активное участие в боях за захват и удержание плацдарма на его западном берегу. 2-3 октября 1943 года артиллеристы взвода уничтожили 2 пулемётные точки и около взвода немецкой пехоты.
Указом Президиума Верховного Совета СССР от 17 октября 1943 года за «успешное форсирование реки Днепр севернее Киева, прочное закрепление плацдарма на западном берегу реки Днепр и проявленные при этом отвагу и геройство» лейтенант Филипп Терехов был удостоен высокого звания Героя Советского Союза с вручением ордена Ленина и медали «Золотая Звезда».
10 декабря 1943 года Терехов погиб в бою. Похоронен в братской могиле в селе Грабы Коростенского района Житомирской области Украины.
В Кытманово на мемориале Великой Отечественной войны установлен бюст Терехова Филиппа Филипповича.